# Лощенко Семен Матвійович
Семен Матвійович Лощенко (9 липня 1893, с. Іванівка, (тепер Антрацитівський район, Луганська область) — 16 вересня 1980, м. Нюрнберг, ФРН) — підполковник армії Української Народної Республіки, командир сотні 1-го Українського козацького полку імені гетьмана Богдана Хмельницького. 29 січня 1918 року брав участь у бою під станцією Крути.

## В Україні
Семен Лощенко народився в с. Іванівка Слов'яносербського повіту Катеринославської губернії.
Батько Матвій Лощенко мав 600-700 десятин землі (одна десятина – це трохи більше гектара), дружину і шестеро дітей – трьох синів та трьох донок. Родині належала також антрацитова шахта.
У 1905-1913 роках навчався у Луганську, в "Єкатерінінско-Алєксандровской" чоловічій гімназії (вул. Садова, 16). Закінчив її у 20-річному віці. У 1914 році закінчив Констянтинівське артилеристське училище в Петербурзі. З початком першої світової війни ця військова школа перейшла на прискорену програму підготовки. Навчання замість трьох років тривало 6-8 місяців. Для тих, хто мав хоча б середню освіту.
Першу світову війну пройшов у складі 5, 12 та 11 армій. Відтак штабс-капітаном у 121 артдивізіоні, в складі піхотної дивізії із аналогічним номером.
Ім'я підпоручника Семена Лощенка присутнє у списку перших старшин Богданівського полку при його проголошенні 1 травня 1917 р.

### Бій під Крутами
Боєць куреня Богданівського полку Степан Цап у своєму нарисі «Тернистими шляхами в ім'я держави» характеризує збройні сили Бахмацько-Конотопського відтинку після відходу гарматної батареї, згадуючи сотника Семена Лощенка, підстаршин-гармашів Вервейка і Штепенка та коменданта станції Бахмач-Київський поручника Красовитова, описуючи наступні події:
Від ешелону своєї батареї Лощенко відчепив останню платформу, до якої поручник Красовитів дав паротяг. Цілу ніч під Різдво Христове робили вони імпровізований «бронепотяг» зі шпал, мішків з піском, блях тощо. На ранок 25 грудня бронепотяг з однієї платформи й паротягу був готовий. Озброєння — одна гармата, один скоростріл «максим». Залога — троє людей.
Курінь Богданівського полку в боротьбі з більшовиками на лінії Полтава-Гребінка відступав у напрямку Ніжина. Оточення загрожувало з кожною годиною. Шлях до Києва московським частинам був майже вільним. Таке становище дуже турбувало Лощенка і він, після довгих зволікань, нарешті домігся розмови телефоном з колишнім своїм командиром Богданівського полку, тоді вже командуючим збройними силами полковником Капканом. Лощенко дістав запевнення, що на лінію Бахмач-Доч прибуде Перша військова імені гетьмана Богдана Хмельницького юнацька школа сформована ще в липні 1917 року. 26 грудня 1917 року ця школа прибула на станцію Бахмач-Київський. Начальником відтинку цього фронту став сотник генерального штабу Дем'ян Косенко, підлеглим якого став Семен Лощенко разом зі своїм «бронепотягом». До вирішального бою під Крутами Семен Лощенко мав сутички з більшовиками на станціях Доч, Часниківка, Макошине, Бахмач, де виявляв себе сміливим і розсудливим командиром.
|                                         | Хто його [Семена Лощенка] прислав – не знаю, але думаю, що це була його особиста ініціатива. Цей старшина, з подиву гідною самопосвятою, вносив велике замішання своїми влучними стрілами в запілля червоних і це зупиняло переможний марш Муравйова. Незабутню прислугу цього старшини вважаю за свій обов’язок тут підкреслити. |
| — Оверко Гончаренко про бій під Крутами | |

Найяскравіше Семен Лощенко згадується в контексті бою під Крутами, де він відіграв значну роль як артилерист, вів вогонь з єдиної гармати, поставленої на залізничну платформу. За словами Аверкія Гончаренко та інших вцілілих учасників бою, сотник Лощенко спорудив з товарної залізничної платформи, двох вагонів та потягу імпровізований «бронепотяг», розмістивши на них 75 мм гармату й кулемет.
|                                    | Командант… імпровізованого броне потягу сотник Лощенко, або, як його називали козаки, «старшина в жовто-блакитному кашкеті»… Героїчно вів себе гарматник Лощенко. Стріляв він надзвичайно влучно й швидко |
| — Ігор Лоський про бій під Крутами | |

Обслуга, якою керував Семен Лощенко складалася з чотирьох артилеристів та машиніста з кочегаром. Це була єдина українська гармата в бою під Крутами, але за словами очевидців присутність цієї гармати не тільки підбадьорливо впливала на всіх українських вояків, але й часто під'їжджаючи під самі ворожі позиції і, не зважаючи на сильний ворожий обстріл, відважно і вдало нищила московські ряди.
|                     | Вискакує потяг з двома вагонами і платформою, на которій стоїть 75-мм гармата. Ото такий бронепотяг! Одна гармата, один кулемет і 5 чоловік залоги. Штабс-капітан Лощенко, незрівняний артилерист, людина великої одваги, маневрує між станцією і лавою, весь час веде огонь… Правдивим героєм бою був Лощенко і його четверо та машиніст з кочегаром на паровозі. |
| — Никифор Авраменко | |

### Подальші змагання
Під час вуличних боїв у Києві проти більшовиків — командир збірної батареї. З 9 лютого 1918 р. — командир пів-батареї 1-ї батареї Запорозького гарматного куреня (з 15 березня 1918 р. — 1-го Запорозького легкого гарматного полку Армії УНР, згодом — армії Української держави та дієвої Армії УНР. Станом на 6 серпня 1919 року командир 7-ї Запорозької гарматної бригади Дієвої Армії УНР.
Учасник 1-го Зимового походу: помічник командира 2-го Запорозького кінного полку. Під час походу наприкінці квітня 1920 року був направлений штабом Дієвої Армії УНР до лінії фронту для встановлення зв'язку з польськими військами. У 1920-21 рр. — командир 1-ї Запорозької гарматної бригади 1-ї Запорозької стрілецької дивізії Армії УНР.

## На інтернації
На інтернації перебував у Радовицях (Польща), звідки у липні 1921 року з особовим складом бригади виїхав до табору Німецьке Яблонне (Чехія), де перебували частини Української Галицької Армії.
У 1920—1930 рр. жив у Берліні, очолював військово-спортивний відділ Союзу гетьманців-державників — військовий штаб при Павлові Скоропадському. У 1945 р. перебував у Західній Німеччині у таборах для переміщених осіб.
Після війни Семен Лощенко спершу проживав у Бамбергу, коло Мюнхена, де одружився, завів трьох дочок і де його діти закінчили гімназію. Усі його діти – три дочки брали участь у діяльності Пласту. 
У 1952 році брав участь у похороні дружини Павла Скоропадського в Оберсдорфі. 
Із 1960-х Семен оселився із дружиною Ольгою у Нюрберзі. 
Помер 16 вересня 1980 року після довгої хвороби.

## Вшанування пам'яті
У багатьох містах України є Вулиця Героїв Крут, до яких належить і Семен Лощенко.
У місті Чернігів вулицю Поліни Осипенко перейменували на вулицю Семена Лощенка.